# نظام حقوقی

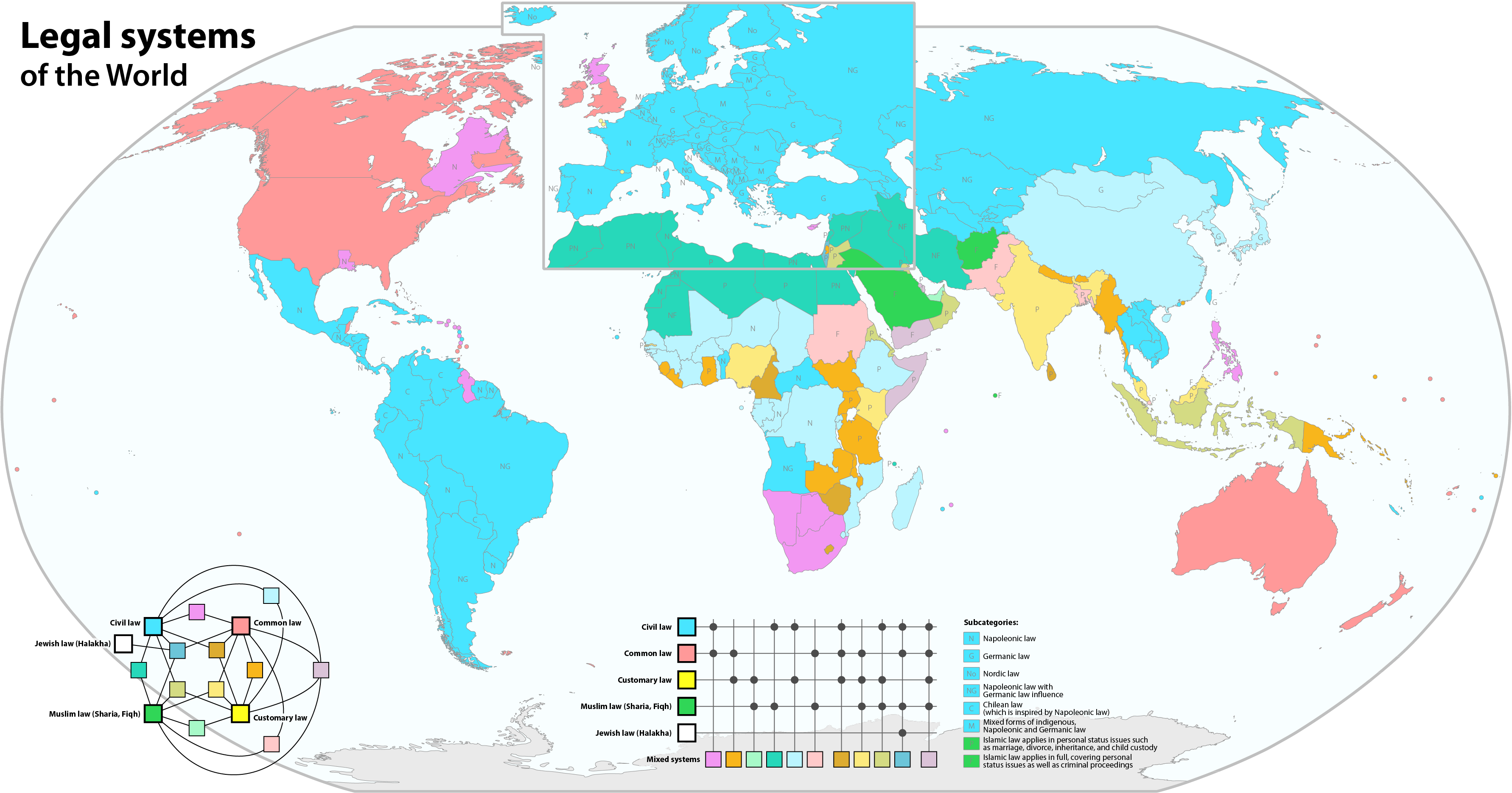
نقشهٔ نظام‌های حقوقی مختلف جهان: آبی: رومی-ژرمنی
قرمز: کامن‌لو
زرد: ترکیب کامن‌لو و رومی–ژرمنی
سبز: حقوق اسلامی (شریعت، فقه)
سفید: هلاخا (قوانین شریعت یهود)

نظام‌ حقوقی معاصر جهان به‌طور کلی مبتنی بر یکی از چهار سیستم اساسی است: قانون مدنی (که به عنوان رومی–ژرمنی نیز شناخته می‌شود)، کامن لو (به انگلیسی: Common law)، قانون مجلس یا قانون مصوبه (توسط نمایندگان انتخاب شده) (به انگلیسی: statutory law)، احکام دینی یا ترکیبی از اینها. با این حال، سیستم حقوقی هر کشور با تاریخ منحصر به فرد خود شکل می‌گیرد و تغییراتی را در بر می‌گیرد. از این چهار نظام، سیویل لو (به لحاظ وسعت و به‌طور کلی جمعیت) و کامن لو (به لحاظ اینکه بیشترین تعداد افراد را در مقایسه با هر سیستم مدنی واحدی، بکار گرفته) را می‌توان رایج‌ترین نظام‌های حقوقی در جهان در نظر گرفت.
علمی که حقوق را در سطح سیستمها یا نظام‌های حقوقی مطالعه می‌کند، حقوق تطبیقی نامیده می‌شود.

## نظام رومی - ژرمنی (نظام حقوق نوشته)
در این نظام حقوقی، منشأ قواعد حقوقی، مقررات تصویب شده توسط مراجعی است که قانون اساسی یا سایر قوانین به آنها صلاحیت وضع مقررات الزام‌آور را داده‌اند. هرچند که مفهوم «قانون» به دوران پادشاهی حمورابی (۱۷۹۰ قبل از میلاد مسیح) و مجموعه مقررات وضع شده توسط او به نام «قانون حمورابی» بازمی‌گردد، اما نظام حقوق نوشته مشخصاً برخاسته از امپراتوری رومیان و به خصوص مقررات شهروندی روم است که توسط امپراتور ژوستینین یکم در سال ۵۲۹ بعد از میلاد مسیح وضع شده بود. وضع این مقررات، شکل نوینی از قانون را در امپراتوری بیزانس (روم شرقی) ایجاد کرد تا مقررات الزام‌آور در یک مجموعه منسجم و مکتوب جمع‌آوری شوند.
نظام حقوق نوشته همچنین متأثر از آموزه‌های مذهبی مانند مسیحیت (قانون کلیسایی) و اسلام (شریعت) است. در حال حاضر، این نظام حقوقی متکی بر تفسیر قانون توسط قضات دادگاه‌ها می‌باشد (برخلاف نظام حقوق عرفی و رویه قضایی آن که قضات نقش ایجاد کننده یا یا توسعه دهنده مقررات را دارند) و مقرراتی که توسط مراجع صاحب صلاحیت تصویب می‌شوند، برای افراد جامعه لازم الاتباع تلقی می‌شوند.
دانشمندان حقوق تطبیقی و همچنین اقتصاد دانانی که در زمینه نظریه‌های مربوط به پیدایش حقوق بحث می‌کنند، حقوقدانان نظام حقوق نوشته را به غالباً به چهار زیرگروه متفاوت تقسیم می‌نمایند:
- نظام فرانسوی: مشتمل بر کشورهای فرانسه، حوزه بنلوکس، ایتالیا، رومانی، اسپانیا و مستعمرات قدیمی این کشورها؛
- نظام آلمانی: مشتمل بر کشورهای آلمان، اتریش، روسیه، سویس، استونی، لاتویا، بوسنی و هرزگوین، کرواسی، کوزوو، ماسدونیا، مونته‌نگرو، اسلوونی، صربستان، یونان، پرتقال و مستعمرات قدیمی آن، ترکیه، کشورهای آسیای شرقی مانند ژاپن، کره جنوبی، تایوان؛
- نظام اسکاندیناوی: مشتمل بر دانمارک، نروژ، سوئد و همچنین به دلیل قدمت فرهنگی کشورهای اسکاندیناوی، کشورهای ایسلند و فنلاند نیز گونه ای از این زیرگروه شناخته می‌شوند.
- نظام چینی: ترکیبی از نظام حقوق نوشته و نظام عدالت اجتماعی که در جمهوری خلق چین برقرار است.

در خصوص نظام‌های حقوقی ذیل، بهتر است که ماهیت آنها را ترکیبی از نظام‌های دیگر دانست:
- نظام حقوقی ایتالیا (نظام فرانسوی با اثراتی از آموزه‌های آلمانی)

قانون مدنی ایتالیا مصوب ۱۹۴۲ که جایگزین قانون قبلی مصوب ۱۸۶۵ شد، آثاری از نظام ژرمنی را در خود داشت که ناشی از اتحاد ژئوپولیتکی آن دوره (میان ایتالیا و آلمان) بود. کشورهای دیگری نیز از این قانون در نظام حقوقی خود بهره بردند، از قبیل: پرتقال (۱۹۶۶)، هلند (۱۹۹۲)، لیتوانی (۲۰۰۰)، برزیل (۲۰۰۲) و آرژانتین (۲۰۱۴). بیشتر نوآوری‌های حقوقی این کشورها (از قبیل یکنواخت سازی قوانین تجاری و مدنی) مدیون قانونگذاری‌های ایتالیا است،
- نظام حقوقی سوئیس (نظام آلمانی با اثراتی از آموزه‌های فرانسوی)

بخش‌های عمده قانون مدنی سوئیس برگرفته از قانون مدنی آلمان و بخش کوچکی از آن تحت تأثیر قانون مدنی فرانسه است. از سوی دیگر قانون مدنی ترکیه نیز با تغییرات اندکی، اقتباسی از قانون مدنی سوئیس است که در سال ۱۹۲۶ در دوران ریاست جمهوری مصطفی کمال آتاترک در راستای اصلاحات اساسی در ساختار حکومت و سکولار سازی مقررات، تصویب گردید.
در ادامه فهرست کشورهای با نظام حقوق نوشته و منشأ پیدایش قانون مدنی آنها جهت مطالعه و بررسی آمده‌است:
| کشور                  | توضیحات |
| --------------------- | --- |
| آلبانی                | برگرفته از کد ناپلئون |
| آنگولا                | بر گرفته از قانون مدنی پرتغال |
| آرژانتین              | قواعد عرف اسپانیایی تأثیر بسیاری بر قانون مدنی آرژانتین داشت که اساساً نتیجه زحمات حقوقدان آرژانتینی، دالماکیو ولز سرس فیلد بود که ۵ سال از عمرش را صرف تنظیم این قانون کرد. این قانون در اول ژانویه ۱۸۷۱ لازم‌الاجرا گردید. این قانون علاوه بر قواعد عرف اسپانیایی، اقتباس‌هایی نیز از پیش نویس قانون مدنی برزیل داشت؛ پیش نویسی که خود برگرفته از قانون مدنی اسپانیا مصوب ۱۸۵۱ و کد ناپلئون و قانون مدنی شیلی بود. همچنین در مبانی این قانون، از نظریات حقوقی مختلفی استفاده شده‌است که اصلی‌ترین آنها، نظریات حقوقدانان فرانسوی قرن ۱۹ بودند. این قانون، اولین قانون مدنی بود که بر پایه تفاوت بنیادین میان ۱- حقوق ناشی از تعهدات [حقوق دینی] ۲- حقوق ناشی از اموال [حقوق عینی] بنا گردید، ضمن آنکه تقسیم‌بندی آن از مدل فرانسوی این تقسیم‌بندی نیز متفاوت بود. مضافاً این قانون تأثیراتی نیز از قانون پاراگوئه مصوب ۱۸۸۰ داشت، تا زمانی که قانون جدید در ۱۹۸۹ [تصویب] و لازم‌الاجرا گردید. نهایتاً در نیمه دوم قرن بیستم، تأثیرات نظریات حقوقی آلمانی بر نظام حقوقی آرژانتین شدت گرفت. این قانون تا سال ۲۰۱۵ بر جامعه آرژانتین حاکم بود، در این سال قانون جدید «روابط مدنی و تجاری ملت» (Código Civil y Comercial de la Nación) تصویب گردید. |
| آندورا                | دادگاه‌های این کشور در کنار قواعد عرفی آندورا، قواعد حقوق رومی و مقررات عرف کلیسا را اعمال می‌نمایند. |
| ارمنستان              | بر گرفته از کد ناپلئون و قواعد عرف ارمنی |
| آروبا                 | برگرفته از قانون مدنی هلند |
| اتریش                 | برگرفته از قانون مدنی آلمان مصوب ۱۸۱۱ |
| آذربایجان             | برگرفته از قانون مدنی آلمان و فرانسه و روسیه در کنار مقررات عرف آذربایجانی |
| بلاروس                | برگرفته از قانون مدنی آلمان |
| بلژیک                 | کد ناپلئون به انضمام به روز رسانی‌های گسترده در حوزه حقوق خانواده |
| بنین                  | برگرفته از قانون مدنی فرانسه |
| بولیوی                | تحت تأثیر کد ناپلئون |
| بوسنی و هرزگوین       | به‌طور کلی تحت تأثیر قانون مدنی اتریش اما حقوق تعهدات آن (مصوب ۱۹۷۸) از قانون مدنی سوییس الگوبرداری شده‌است |
| برزیل                 | برگرفته از حقوق آلمان، ایتالیا، فرانسه و پرتقال؛ اما در سال ۲۰۰۴ به موجب قانون اساسی فدرال، به دیوان عالی فدرال صلاحیت ایجاد وحدت رویه نسبت به اختلافات حقوق اساسی را اعطا نمود؛ ساختاری که قواعدی که نوعاً ناشی از رویه‌های قضایی نظام‌های حقوق نوشته ( کامن لاء) بود را تحت تأثیر قرار داد. |
| بلغارستان             | تحت تأثیر نظام‌های حقوقی رومی و آلمانی |
| بورکینافاسو           | برگرفته از نظام حقوقی فرانسوی |
| بوروندی               | |
| چاد                   | برگرفته از نظام حقوقی فرانسوی |
| چین                   | برگرفته از نظام حقوقی آلمانی و تأثیراتی از حقوق سوسیالیستی اتحاد جماهیر شوروی |
| کنگو                  | برگرفته از کد ناپلئون |
| جمهوری دموکراتیک کنگو | برگرفته از نظام حقوقی بلژیک |
| ساحل عاج              | برگرفته از نظام حقوقی فرانسوی |
| کامبوج                | |
| کیپ ورد               | برگرفته از قانون مدنی پرتقال |
| جمهوری آفریقای مرکزی  | برگرفته از نظام حقوقی فرانسوی |
| شیلی                  | برگرفته از قانون مدنی فرانسوی |
| کلمبیا                | برگرفته از قانون مدنی شیلی مصوب ۱۸۷۳ |
| کاستاریکا             | برگرفته از نظام حقوقی فرانسوی (ناپلئونی) |
| کرواسی                | برگرفته از نظام حقوقی آلمانی. |
| کوبا                  | متاثر از حقوق اسپانیایی و آمریکایی به انضمام اقتباس‌هایی از نظریات حقوقی کمونیستی. |
| کوراسائو              | برگرفته از نظام حقوقی آلمانی |
| چک                    | برگرفته از نظام حقوقی آلمانی |
| دانمارک               | برگرفته از حقوق ژرمنی شمالی (حقوق اسکاندیناوی - ژرمن شمالی) |

## نظام کامن لو (حقوق عرفی)
حقوق عرفی و انصاف نظام‌های حقوقی‌ای هستند که مبنای آنها، تصمیمات قضایی قضات در پرونده‌های مطروحه در دادگاه می‌باشد. مضافاُ آنکه هر نظام حقوقی نهاد قانونگذاری مختص به خود را دارد که مقررات و قوانین جدید را تصویب می‌نماید. برقراری ارتباط بین قانون تصویب شده با تصمیمات قضایی محاکم می‌تواند پیچیده باشد.
در بعضی از نظام‌های حقوقی، قوانین مصوب می‌توانند بر تصمیمات قضایی غلبه نمایند یا تصمیمات قضایی متناقض و مبهم را یکپارچه نموده و تبدیل به قانون جدید نمایند.